# Liste des partis politiques en Moldavie
Cet article présente une liste des partis politiques en Moldavie, en fonction de leur présence au parlement moldave. En 2021, le Parti action et solidarité est majoritaire dans le pays.

## Partis actuels
Partis représentés au Parlement lors des élections législatives de 2021 :
- Parti action et solidarité (PAS) : 63 députés
- Parti des socialistes de la république de Moldavie (PSRM) : 25 députés
- Parti des communistes de la république de Moldavie (PCRM) : 10 sièges
- Parti Șor : 6 députés

Le PSRM et le PCRM se sont présentés alliés au sein du Bloc électoral des communistes et socialistes.
Autres partis :
- Alliance pour l'unité des Roumains (AUR, également actif en Roumanie)
- Mouvement alternatif national (MAN)
- Notre Parti (PN)
- Noua Dreaptă (ND, également actif en Roumanie)
- Parti agrarien de Moldavie (PAM)
- Parti action et solidarité (PAS)
- Parti démocrate de Moldavie (PDM)
- Parti libéral-démocrate de Moldavie (PLDM)
- Parti libéral (PL)
- Parti libéral-réformateur (PLR)
- Parti populaire chrétien-démocrate (PPCD)
- Parti social-démocrate (PSD)
- Plateforme vérité et dignité (PPDA)
- Pro Moldova (Pro)
- Union centriste de Moldavie (UCM)

## Anciens partis
- Alliance Notre Moldavie (2003-2011)
- Mouvement social et politique « Action européenne » (2006-2011)
- Parti social-libéral (2001-2008, absorbé par le PDM)

Coalitions
- Alliance pour l'intégration européenne (PLDM, PDM, PL, 2009-2013)
- Bloc électoral ACUM (DA-PAS) (2018-2019, PPDA, PAS, PLDM, Parti Unité nationale)
- Coalition pour un gouvernement proeuropéen (PLDM, PDM PLR, 2013-2015)